# سرجیو سولیما
سرجیو سولیما (انگلیسی: Sergio Sollima؛ ۱۷ آوریل ۱۹۲۱ – ۱ ژوئیهٔ ۲۰۱۵) یک کارگردان، و فیلم‌نامه‌نویس اهل ایتالیا بود. وی بین سال‌های ۱۹۶۲ تا ۱۹۶۸ میلادی فعالیت می‌کرد.
وی کارگردان فیلم‌هایی همچون رولور بوده است